# 부츠키알레역
부츠키알레역(U-Bahnhof Wutzkyallee)은 베를린 노이쾰른구 그로피우스슈타트에 있는 U7의 역이다. 1970년 1월 2일 츠비카우어 담 연장 구간의 일부로 개통했다.
라이너 륌러가 단순함을 위주로 설계했다. 섬식 승강장 중앙에 대합실과 연결되는 계단이 설치되어 있다. 바로 전역인 립시츠알레역과 비슷한 양식인 주된 색상 사이에 연속된 흰색 타일로 강조선을 긋고 그 위에 역명을 표기했다. 주된 부분은 파란색 세라믹 타일로 마감했고, 가로 방향으로 흰색 줄무늬 타일을 추가하여 그 곳에 역명을 표기했다. 승강장과 천장은 회색으로 마감되었다.
2014년 여름 말부터 이 역과 근처에 있는 쇼핑 센터인 부츠키센터(Wutzky-Center)와 함께 개보수공사에 들어갔고, 쇼핑 센터로 향하는 새로운 출구와 역 북쪽으로 향하는 두 번째 출구 건설, 접근성 개선을 위한 엘리베이터 설치가 포함되었다. 원래 계획은 2013년에 지하 공사를 끝내는 것이었다. 엘리베이터는 2015년 12월에 운영을 시작했고, 이 과정에서 점자 블록도 설치되었다. 설치 공사에는 290만 유로 예산이 소요되었다. 새로운 북쪽 출입구는 2016년 2월에 개통했다. 역사 외벽도 개보수 공사에 포함되었으며 그로피우스슈타트 지구의 초기 모습을 담은 사진이 전시되었다. 전체 개보수 공사에는 550만 유로 예산이 소요되었다.

## 인접 철도역
| 베를린 지하철 7호선                 | 베를린 지하철 7호선 | 베를린 지하철 7호선     |
| ----------------------------------- | ------------------- | ----------------------- |
| 립시츠알레 라트하우스 슈판다우 방면 | U7                  | 츠비카우어 담 루도 방면 |